# Gare de Villanueva de Gállego
La gare de Villanueva de Gállego est une gare desservant la ville de Villanueva de Gállego, située au point kilométrique 12,5 sur la ligne reliant Saragosse à Huesca, en Aragon. Elle est inaugurée en 1861, lorsque le tronçon Saragosse - Lérida de la ligne reliant Madrid à Barcelone est mis en service. 